# Phrynobatrachus fraterculus
Phrynobatrachus fraterculus es una especie  de anfibios de la familia Phrynobatrachidae.

## Distribución geográfica
Se encuentra en Costa de Marfil, Guinea, Liberia, Sierra Leona y, posiblemente, en Guinea-Bissau. Es una especie selvática, pero puede adaptarse a otros ambientes boscosos.

## Estado de conservación
Se encuentra amenazada por la pérdida de su hábitat natural.